# Grêmio Barueri Futebol
Grêmio Barueri Futebol is een Braziliaanse voetbalclub uit Barueri, in de staat São Paulo. Buiten voetbal is de club ook nog actief in basketbal en volleybal. De club werd in 2001 een profclub en slaagde er binnen vijf jaar tijd in om de hoogste klasse van de staatscompetitie te halen en enkele jaren later zelfs de hoogste nationale divisie. Zo snel de ster steeg zo snel viel ze ook weer. Nadat de club in 2015 niet meer in de nationale reeksen speelde degradeerde de club in 2016 uit de derde klasse van de staatscompetitie en speelde in 2017 zelfs geen competitievoetbal. Samen met Jabaquara is het de enige club uit de staat die in alle zes de reeksen van het Campeonato Paulista speelde.

## Geschiedenis
De club werd opgericht in 1989 als Grêmio Recreativo Barueri, maar werd pas in 2001 een profclub en begon dat jaar in de Série B3 van het Campeonato Paulista, de zesde hoogste klasse. Na een middelmatig eerste jaar bereikte de club in 2002 de halve finale om de titel, die ze verloren van Portuguesa B. De club promoveerde wel naar de Série B2, waar de club vicekampioen werd en voor het tweede jaar op rij promoveerde. In 2004 werd de club vierde in de Série B1 en kon zo promoveren naar de Série A3. De club werd meteen kampioen en promoveerde zo voor het vierde jaar op rij. Ook in 2006 was het prijs. De club won de finale van de Série A2 tegen Sertãozinho en mocht dat jaar ook meedoen aan de Série C. De club wist elke groepsfase te overleven en in de laatste groepsfase werd de club vierde, wat genoeg was voor een promotie naar de Série B. 
In 2007 werd de opmars eindelijk gestopt. Bij de grote spelers in de Série A1 van de staatscompetitie eindigde de club op een gedeelde veertiende plaats. In de Série B werd de club dertiende. Het volgende jaar ging het echter weer beter met een zesde plaats in de staatscompetitie en een vierde plaats in de Série B wat een promotie opleverde naar de Série A. Bij de elite deed de club het ook goed en ze eindigden op een elfde plaats en plaatsten zich zo voor de Copa Sudamericana 2010, waar de club uitgeschakeld werd door Atlético Mineiro in de eerste ronde. Door onenigheden met de stad Barueri verhuisde de club in 2010 naar Presidente Prudente om daar in het grote Prudentão te gaan spelen. De clubnaam werd nu Grêmio Prudente. Het seizoen begon veelbelovend met een gedeelde tweede plaats in de staatscompetitie. Doordat topteams Santos en São Paulo tegen elkaar speelden in de halve finale had de club een goede kans tegen Santo André. Beide clubs wonnen met 2-1 en Santo André ging dan naar de finale door een beter doelsaldo in de competitie. In de Série A eindigde de club echter laatste waardoor voor het eerst in de geschiedenis de club degradeerde. 
In 2011 keerde de club terug naar Barueri en nam de huidige naam aan. De club nam deel aan de Copa do Brasil en bereikte daar de achtste finales, die ze verloren van Ceará. In de staatscompetitie degradeerde de club, maar in de Série B konden ze wel standhouden met een negende plaats. In 2012 werd de club laatste in de Série B. In 2013 nam de club opnieuw deel aan de Copa do Brasil en werd meteen uitgeschakeld door Cianorte. In de Série C eindigde de club ook dit jaar op een degradatieplaats. In 2014 degradeerde de club ook uit de Série A2 van de staatscompetitie en werd in de Série D laatste in de groepsfase. In de Copa do Brasil bereikte de club de tweede ronde, waar ze verloren van Londrina. 
In 2015 eindigde de club slechts vijftiende en speelde dat jaar voor het eerst in tien jaar geen nationaal voetbal meer. In 2016 was de club in diepe crisis en ze verloren alle negentien de competitiewedstrijden in de Série A3 en kregen van Noroeste zelfs een 10-0 pak slaag. De club had ook financiële problemen en kon de spelerslonen niet meer allemaal betalen. De club trad in 2017 daarom ook niet aan in de Segunda Divisão, de vierde klasse en trok zich terug uit de competitie.  

## Overzicht seizoenen Campeonato Paulista
| Competitie | Aantal | Periode               |
| ---------- | ------ | --------------------- |
| Série A1   | 5      | 2007-2011             |
| Série A2   | 6      | 1964-1967, 1980, 1982 |
| Série A3   | 4      | 2006, 2012-2014       |
| Série B1   | 1      | 2004                  |
| Série B2   | 1      | 2003                  |
| Série B3   | 2      | 2001-2002             |

## Bekende (ex-)spelers
- Leandro Castán
- Everton Ramos da Silva
- Eric Botteghin